# IDCS J1426.5+3508
IDCS J1426.5+3508 è un ammasso di galassie situato nella costellazione del Boote con un reshift di circa 1,75 ("lookback time" di circa 10 miliardi di anni luce).
L'ammasso è stato individuato inizialmente nell'infrarosso dal telescopio spaziale Spitzer e successivamente studiato anche con i dati raccolti dai telescopi spaziali Hubble e Chandra, rispettivamente nella luce visibile e nella banda dei raggi X.
Le immagini dell'ammasso si riferiscono a quando l'Universo aveva circa 3,8 miliardi di anni, più o meno un quarto dell'età attuale, e questo significa che si è formato piuttosto rapidamente. Altra particolarità di IDCS J1426.5+3508 essere piuttosto massiccio, in relazione all'epoca a cui si riferisce, con una massa complessiva stimata in circa 500 miliardi di masse solari.
IDCS J1426.5+3508, tramite l'effetto di lente gravitazionale ha permesso di rilevare la presenza di una struttura con morfologia ad arco gigante che corrisponde ad una galassia remota che ci appare ingrandita e distorta per l'effetto della gravità dell'ammasso. Si stima per questa galassia un reshift di z ~ 6, per un tempo di percorrenza della luce di circa 12,8 miliardi di anni, anche se i risultati non possono dirsi conclusivi.
Con le osservazioni del telescopio spaziale Chandra, nella banda dei raggi X, si è potuto constatare che circa il 90% dell'ammasso è costituito da materia oscura.
Le luminose emissioni di raggi X, distribuite in gran parte al centro di IDCS J1426.5+3508, determinate dalla presenza di gas ad altissima temperatura fanno ipotizzare che vi sia stata la collisione o l'interazione con un altro ammasso entro i 500 milioni di anni precedenti. Quindi la rapida fusione tra ammassi più piccoli potrebbe spiegare la rapidità con cui si sono formati ammassi di galassie massicci in epoche precoci della vita dell'Universo.

## Galleria d'immagini

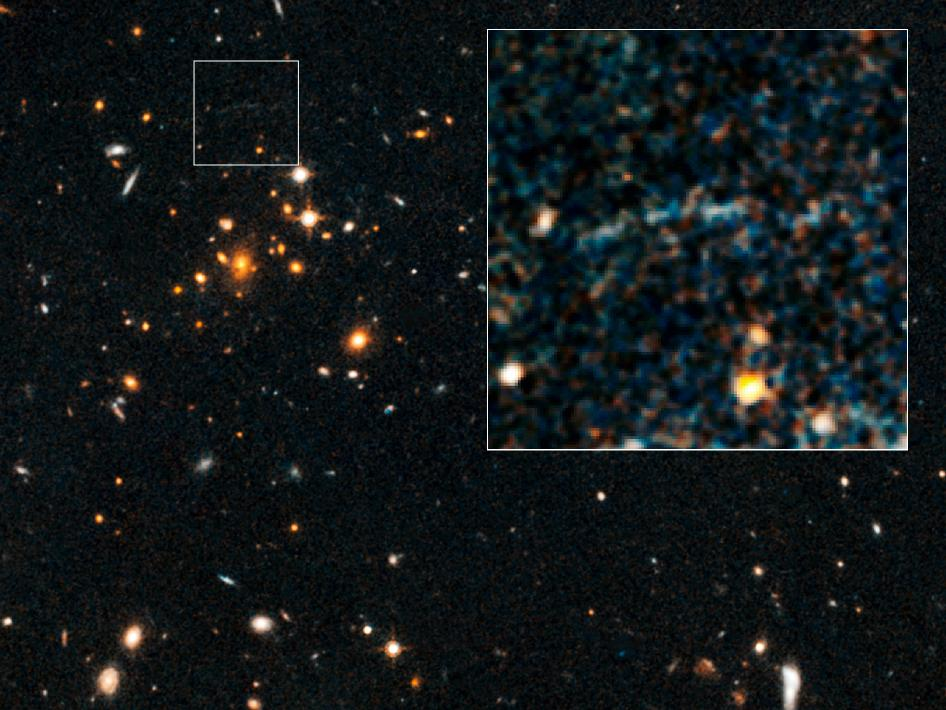
IDCS J1426.5+3508 e, nel riquadro, la galassia remota visibile con il lensing gravitazionale (Hubble).
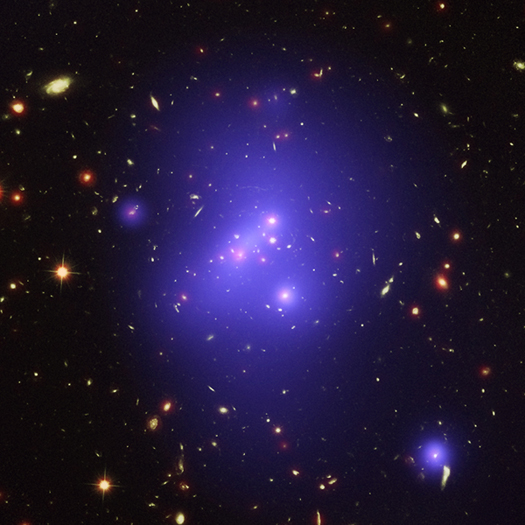
IDCS J1426.5+3508 osservato nella banda dei raggi X (Chandra).